# Skræp
Skræp var det navnkundige sværd, der ejedes af sagnkongen Vermund. Et førsteklasses sværd der var så skarpt, at det kunne kløve alt, uden ringeste skade på æggen.